# Carina Christensen

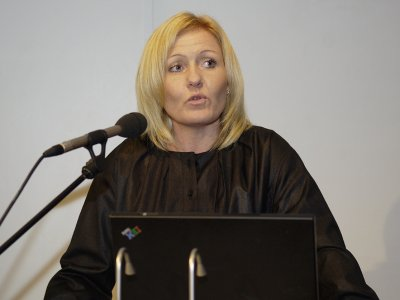
Carina Christensen, 2008

Carina Christensen (* 8. November 1972 in Fredericia) ist eine dänische Unternehmerin und Politikerin der Konservativen Volkspartei. Von 2006 bis 2011 war sie Ministerin in den Kabinetten Fogh Rasmussen II, III und Løkke Rasmussen I, zunächst für Familien und Verbraucherschutz, ab 2007 als Transportministerin und von 2008 bis 2010 als Kulturministerin.

## Leben
Carina Christensen wurde 1972 als Tochter des Möbelfabrikanten Egon Jelling Christensen und dessen Ehefrau Jette Christensen geboren. 1991 machte sie am Gymnasium von Middelfart das Abitur. 1998 schloss sie ihr Wirtschafts- und Sprachenstudium an der Syddansk Universitet in Odense ab.
Neben ihrem Studium arbeitete sie ab 1997 als Assistentin der konservativen Abgeordneten im Europaparlament Poul Schlüter, Christian Rovsing und Frode Kristoffersen. Danach war sie im Brüsseler Büro des Amtes Fünen tätig. Seit 2001 führt sie in den Möbelhersteller Rugballe Møbelfabrik A/S in Middelfart.
Im November desselben Jahres wurde sie erstmals ins Folketing gewählt und in den Amtsrat des Amtes Fünen. 2005 wurde sie in den Regionsrat der 2007 eingerichteten Region Süddänemark gewählt. Dieses Mandat legte sie nieder, als sie am 15. Dezember 2006 als Nachfolgerin von Lars Barfoed zur Familien- und Verbraucherschutzministerin ernannt wurde. Dieses Amt bekleidete sie nicht einmal ein Jahr, als sie im Zuge einer Kabinettsumbildung ihrem Parteifreund Flemming Hansen als Transportministerin nachfolgte. Als solche unterzeichnete sie den Staatsvertrag über die Errichtung einer Brücke über den Fehmarnbelt mit ihrem deutschen Amtskollegen Wolfgang Tiefensee. Als nach dem Rücktritt des Parteivorsitzenden und Wirtschaftsministers Bendt Bendtsen im September 2008 alle konservativen Minister ihre Stühle wechselten, wurde Carina Christensen Kulturministerin in der Nachfolge von Brian Mikkelsen.
2010/11 war Christensen vorübergehend Politische Sprecherin der Konservativen, dann verpasste sie ihre Wiederwahl ins Parlament.